# Sousa da Silveira
Sousa da Silveira (* 9. Mai 1883 in Rio de Janeiro; † 5. September 1967 ebenda) war ein brasilianischer Romanist.

## Leben und Werk
Silveira war Schüler des Colégio Pedro II und studierte Geografie. Von 1908 bis 1911 bereiste er Europa. Dann wirkte er im Eisenbahnbau, schwenkte aber 1918 ins Lehrfach um und war bis 1934 Gymnasiallehrer für Portugiesisch. Von 1934 bis 1939 lehrte er an der Universidade do Distrito Federal (Rio de Janeiro) und von 1939 bis zu seiner Emeritierung 1953 als Professor an der Faculdade Nacional de Filosofia der Universidade Federal do Rio de Janeiro (Nachfolger: Celso Ferreira da Cunha).
Silveira war Mitglied der Academia Brasileira de Filologia (von 1944 bis 1954 ihr Präsident). Er erhielt 1943 den Preis Prêmio Machado de Assis.

## Werke
- Lições de português, Rio 1921, 6. Aufl. 1960
  - Trechos seletos. Complemento prático as "Lições de português", 1919, São Paulo 1938, Rio 1963
- Sintaxe da preposição de, Rio 1951
- Fonética sintática e sua utilização na explicação de expressões feitas e na interpretação de textos, Rio 1952, 1971

### Herausgebertätigkeit
- Gonçalves de Magalhães, Suspiros poéticos e saudades, Rio 1939
- Obras de Casimiro de Abreu, Rio 1940, 1955
- Textos quinhentistas, Rio 1945, 1971
- Dois autos de Gil Vicente. O da Mofina e o da Alma, Rio 1949, 1973
- Casimiro de Abreu, Poesia, Rio 1958, 1961, 1974
- Máximas, pensamentos e reflexões do Marquês de Maricá, Rio 1958